# Зотов, Станислав Сергеевич
Станислав Сергеевич Зотов (род. 1 сентября 1961, Жуковский, Московская область) — русский поэт, литератор, в прошлом сотрудник журнала «Наш современник». Лауреат Международной литературной премии им. А. Платонова (1999). Автор статей и рассказов.

## Биография
Родился 1 сентября 1961 года в городе Жуковском Московской области. Окончил среднюю школу в 1978 году. Работал на предприятиях авиационной промышленности. Посещал несколько московских литературных объединений. Публиковаться (стихи) начал в конце 1980-х годов. Стал лауреатом Второго (и последнего) Всесоюзного фестиваля народного творчества в Москве. В начале 1990-х годов занял непримиримую антиельцинскую позицию и участвовал в обороне Дома Советов России в сентябре-октябре 1993 года. Его стихи и публицистика тех лет (в частности, статья «Самовластье Бориса Ельцина», опубликованная в журнале «Проза») носят ярко гражданский протестный характер. В 1997 году вступил в Союз писателей России. В 1999 году его рассказ «Русский крест» (о событиях Чеченской войны) был отмечен Международной литературной премией им. Андрея Платонова. В 2003 году окончил Высшие литературные курсы при Литературном институте имени А. М. Горького. Тогда же стал сотрудником журнала «Наш современник». Публиковался в журналах «Наш современник», «Москва», «Русский дом», «Воин России», «Молодая гвардия», «Огни Кузбасса», газетах «Литературная Россия» и «День литературы» и других. Его стихи и прозу можно почитать на сайтах Стихи.ру и Проза.ру. Также активно публиковался на интернет-портале Столетие.ру. В июне 2017 года вышел сборник стихов С. Зотова «Духовные мятежи», изданный в Кемерове стараниями благотворителей. В сборник вошли лучшие поэтические произведения поэта за двадцать лет творчества, в частности его поэтическое переложение «Евангелия святых страстей» (части «Нового Завета») и многие гражданские и лирические стихотворения.